# Hainbach (Hollfeld)
Hainbach ist ein Gemeindeteil der Stadt Hollfeld im Landkreis Bayreuth (Oberfranken, Bayern). Hainbach liegt in der Gemarkung Schönfeld.

## Geografie
Der Weiler Hainbach liegt am Oberlauf der Wiesent im nördlichen Teil der Fränkischen Schweiz. Die Nachbarorte sind Wohnsdorf im Nordosten und Gottelhof im Südwesten. Der Weiler ist vom gut fünf Kilometer entfernten Hollfeld aus über die Staatsstraße St 2191 und dann über eine Ortsstraße erreichbar, die in Gottelhof von der Staatsstraße abzweigt.

## Geschichte
Bis zur kommunalen Verwaltungsreform war Hainbach ein Gemeindeteil der Gemeinde Stechendorf im Landkreis Ebermannstadt. Die Gemeinde hatte 1961 insgesamt 307 Einwohner, davon 39 in Hainbach, das damals sieben Wohngebäude hatte. Als die Gemeinde Stechendorf mit der bayerischen Gebietsreform am 1. Januar 1972 aufgelöst wurde, wurde Hainbach ein Gemeindeteil der Stadt Hollfeld.